# Edward Smith-Stanley, 13º conde de Derby
Edward Smith-Stanley, Lord Stanley ( 21 de abril de 1775 – 30 de junio de 1851), 13.º conde de Derby, fue un político, terrateniente, agricultor, coleccionista de arte y naturalista británico.

## Biografía
Fue el cuarto hijo y único hijo de Edward Smith-Stanley (12.º Duque de Derby) y de Élisabeth Hamilton, la hija de James Hamilton (6.º Duque de Hamilton). Se casaría el 30 de junio de 1798, con Charlotte Margaret Hornby, la hija del Reverendo Geoffrey Hornby.
Realizó sus estudios en Eton College y en Trinity College, Cambridge. Lord Stanley fue miembro del Parlamento del Reino Unido por Preston y por Lancaster desde 1796 a 1832. Fue nombrado caballero con el título barón Stanley de Bickerstaffe, de Bickerstaffe, en el Condado Palatino de Lancaster.
En 1834, sucedió a su padre como 13.º conde de Derby y abandonó la política. Luego se dedicó a su colección de historia natural que se conservan en Knowsley Hall, Liverpool. Poseyó una gran colección de animales vivos. A su deceso existían 1272 aves y 345 mamíferos; y su colección fue en gran parte conservada en el Museo de Liverpool.
Encargó al escritor y artista Edward Lear dibujar a los animales del zoológico, tarea a la que dedicó casi cinco años.

## Honores
- Presidente de la Sociedad Linneana de Londres desde 1828 a 1834.

### Epónimos
- Psittacula derbiana, la cotorra verde china